# Cuadrilátero (dictadura de Primo de Rivera)

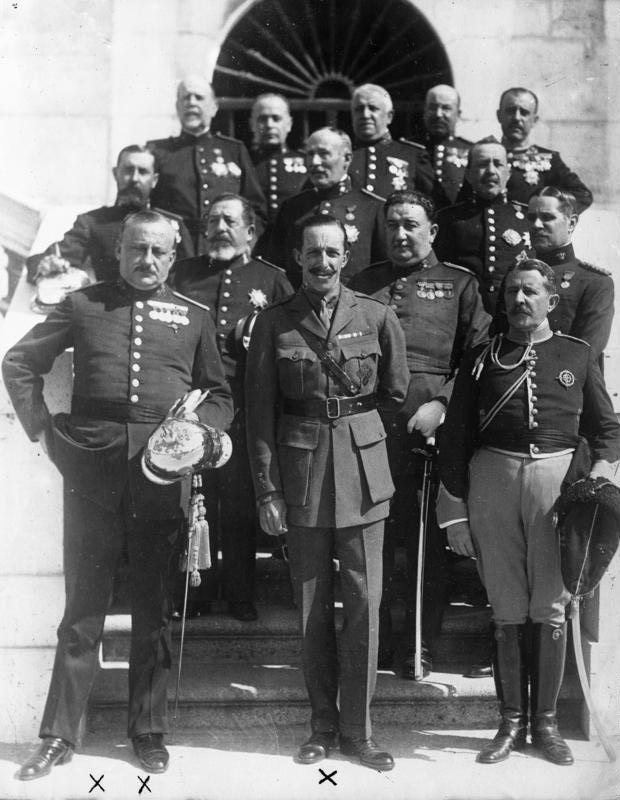
De izquierda a derecha (en negrita los cuatro generales miembros del Cuadrilátero): el general Primo de Rivera, el rey Alfonso XIII, y el general José Cavalcanti, en primera fila; el general Antonio Mayandía Gómez, el general Federico Berenguer y general Leopoldo Saro Marín, en segunda fila; el general Antonio Dabán Vallejo, el general Francisco Ruiz del Portal y el general Luis Navarro y Alonso de Celada, en tercera fila; el general Luis Hermosa y Kith, el general Dalmio Rodríguez Pedré, el general Adolfo Vallespinosa Vior, el general Francisco Gómez-Jordana Sousa, y el general Mario Muslera y Planes (8.ª), en última fila.

Se conoce con el nombre de Cuadrilátero al núcleo conspirativo formado por cuatro generales del Ejército español que en los primeros meses de 1923 colaboraron en el golpe de Estado de Primo de Rivera que puso fin al periodo constitucional del reinado de Alfonso XIII e instauró la Dictadura de Primo de Rivera en España. Los cuatro generales que lo integraban eran: José Cavalcanti de Alburquerque, Federico Berenguer Fusté, Leopoldo Saro Marín y Antonio Dabán Vallejo.

## Historia
A principios de 1923 se hizo patente la indignación de un sector importante del Ejército hacia el gobierno liberal de Manuel García Prieto a causa de la exigencia de responsabilidades a los militares por el desastre de Annual de 1921, que estaban siendo investigadas en el expediente Picasso, y, en general, por su política "claudicante" sobre el Protectorado español de Marruecos.
En ese contexto el general José Cavalcanti de Alburquerque formó una tertulia en su casa de Madrid con otros tres generales, entre los que se encontraba el hermano del general Dámaso Berenguer, Alto Comisario Español en Marruecos cuando ocurrió el desastre de Annual y que, por ello estaba siendo investigado. Además del general Cavalcanti y del general Federico Berenguer, formaban parte del grupo los generales Leopoldo Saro Marín y Antonio Dabán Vallejo. La tertulia pronto derivó en un núcleo conspirativo, que sería conocido como el Cuadrilátero. Su objetivo era cambiar la política del gobierno en Marruecos mediante la formación de un gobierno civil o militar que con el apoyo del rey nombrara a un general "enérgico" al frente del Protectorado. Pero no encontraron demasiados apoyos entre sus compañeros de armas que, si bien eran hostiles al gobierno, no estaban dispuestos a comprometerse en una conspiración para derribarlo.
Los generales del Cuadrilátero pensaron que la única solución que les quedaba era convencer a un general de prestigio en el Ejército para que encabezara el movimiento y el rey lo nombrara presidente del gobierno. El general más antiguo y de más alta graduación era entonces Valeriano Weyler, de 85 años, pero los conspiradores no se atrevieron a sondearle a causa de su edad y de su conocida independencia. El que le seguía en el escalafón era el general Francisco Aguilera y Egea, presidente del Consejo Supremo de Guerra y Marina y senador vitalicio, con quien contactó el Cuadrilátero, a pesar de que se había mostrado partidario de que se investigasen las responsabilidades de los generales y jefes militares por el desastre de Annual. Pero Aguilera quedó descartado tras ser abofeteado el 30 de junio en los pasillos del Senado por el ministro José Sánchez Guerra, al haberle acusado de haber mentido sobre una supuesta dilación en la entrega de la documentación acerca de Dámaso Berenguer para pedir el suplicatorio al Senado que permitiera procesarlo. "El desprestigio de Aguilera fue inmediato. Los militares que confiaban en él para meter en cintura a los políticos, no aceptaron que se dejara abofetear impunemente por uno de ellos. Sánchez Guerra remachó el clavo, acusando a Aguilera de golpista, hasta que el general, acorralado, desautorizó públicamente cualquier plan de intervención militar en la política. El Cuadrilátero volvía a estar sin candidato…", afirma el historiador Gabriel Cardona.
El Cuadrilátero pronto encontró el sustituto de Aguilera: el capitán general de Cataluña Miguel Primo de Rivera que por esas fechas se encontraba en Madrid llamado por el Gobierno para alejarlo de Cataluña donde estaba desarrollando una política opuesta a la de García Prieto, y que mantuvo una entrevista con ellos. Sin embargo, el procesamiento a principios de julio del general Cavalcanti por su actuación en Marruecos supuso un serio contratiempo para los planes de los conjurados, así como el nombramiento como nuevo gobernador civil de Barcelona de Manuel Portela Valladares, quien restableció la autoridad del poder civil en la capital catalana.
Entre el 4 y el 9 de septiembre de 1923 Primo de Rivera viajó a Madrid donde volvió a entrevistarse con los generales del Cuadrilátero, quienes lo reconocieron como jefe de la conspiración. De vuelta de su viaje a Madrid, Primo de Rivera consiguió el apoyo de los generales con mando en Cataluña, pero fuera de su capitanía general, a excepción del general Sanjurjo en Zaragoza y de los generales del Cuadrilátero en Madrid, no consiguió que ningún otro general se comprometiera en el golpe, aunque muchos mostraron su acuerdo con la idea de establecer un régimen militar.
El 12 de septiembre los preparativos se aceleraron. En Barcelona, a las 9,30 de la mañana se reunieron con Primo de Rivera en su despacho de Capitanía los generales y jefes comprometidos con el golpe. En Zaragoza la llegada del comandante José Cruz-Conde Fustegueras, enlace de los conspiradores con el gobernador militar, el general Sanjurjo, hizo que también se ultimaran los planes ante la pasividad del capitán general. En Madrid, los generales del Cuadrilátero consiguieron el apoyo del gobernador militar, el general Juan O'Donnell, duque de Tetuán, pero no el del capitán general Muñoz Cobos, aunque éste no salió en defensa del gobierno.
En la medianoche del 12 al 13 de septiembre el general Primo de Rivera inició el golpe de Estado que triunfó en Cataluña y en Zaragoza y Huesca. Una de las pocas medidas firmes que tomó el gobierno de García Prieto fue ordenar al capitán general de Madrid, el general Muñoz Cobos, que arrestara a los cuatro generales del Cuadrilátero, pero aquel se negó a menos que la orden fuera firmada por el rey. Como ha señalado Ben-Ami, "en realidad, a todos los fines prácticos, Muñoz Cobos actuó como si fuese miembro de la conspiración. Se sentía renuente, dijo, a luchar contra los pronunciados por temor a dividir al ejército y provocar otro Alcolea".
Cuando el golpe de Primo de Rivera finalmente triunfó gracias a que el rey Alfonso XIII decidió nombrar al general sublevado Jefe del Gobierno, los generales del Cuadrilátero no se incorporaron al Directorio militar que iba a asumir el poder bajo la presidencia de Primo de Rivera, pero sí aparecieron los cuatro en la foto que se hicieron los miembros del Directorio con el rey Alfonso XIII y Primo de Rivera el 15 o el 16 de septiembre de 1923.